# Чарльз Ліндберг
Чарльз Огастус Ліндберг (англ. Charles Augustus Lindbergh; 4 лютого 1902, Детройт, Мічиган — 26 серпня 1974, Кіпагулу, Мауї, Гавайські острови; Прізвисько «Слім» («стрункий») (англ. Slim), «лакі-лінді» («щасливий лінді») (англ. Lucky Lindy) і «лоун-іґл» («самітній орел») (англ. The Lone Eagle), — американський пілот, письменник, винахідник, дослідник і суспільний активіст.

## Біографія

### Дитинство та юність
Ліндберг народився 4 лютого 1902 в Детройті, Мічиган. Незабаром, після його народження сім'я переїхала до Літл-Фолс, Міннесота (англ. Little Falls, Minnesota). Батько Ліндберга — Чарльз Огаст Ліндберг (англ. Charles August Lindbergh) — член Палати Представників США, був пацифістом, противником військового втручання США в Першій світовій війні та у 1913 році противник «Закону про Федеральний резерв» (англ. 1913 Federal Reserve Act).
Маленький Чарльз дуже цікавився технікою. Спочатку це обмежувалося автомобілем Saxon Six, що належав сім'ї, пізніше — мотоциклом Excelsior. Через розлучення батьків Ліндберг змінив декілька шкіл, потім вступив до Вісконсинського університету в Медісоні на факультет інженерної механіки, де й захопився льотною справою. За 2 роки Ліндберг залишив факультет механіки і став кадетом льотної школі в Лінкольні, штат Небраска[джерело?].

### Польоти
У віці 25 років Чарльзу Ліндбергу присуджено «Ортіґську премію» (англ. Orteig Prize) як першому пілоту, який сам один перелетів Атлантичний Океан з Нью-Йорка до Парижа без проміжної посадки (англ. non-stop). Літак пробув у повітрі 36 годин з 20 по 21 травня 1927 року. Відстань перельоту становила близько 5 800 км. Ліндберг здійнявся в небо з Поля Рузвельта, Гарден-Сіті, Лонг-Айленд (англ. Roosevelt Field, Garden City, Long Island), приземлився на аеродромі Париж-Ле-Бурже та здобув через це всесвітню славу.
Літак Ліндберга — одномоторний, одномісний моноплан, називався «Спірит оф Сент-Луїс» — «Душа Сент-Луїса» (англ. Spirit of St. Louis). Сьогодні літак надійшов як експонат у Національний музей авіації та космонавтики (англ. National Air and Space Museum) — Смітсонівський інститут в Вашингтоні. Ліндбергу, офіцеру армії-резерву США (англ. U.S. Army Reserve), присуджено Медаль Пошани.
З 1927 по 1935 Ліндберг активно сприяв розвиткові американської комерційної авіації.

### Викрадення сина
1 березня 1932 року було викрадено півторарічного сина Ліндберга. Батьки отримали вимогу передати 50 тисяч доларів викупу, який вони сплатили, однак дитина не повернулася додому. За десять тижнів тіло хлопчика знайшли: насправді, дитину вбили за декілька годин після викрадення.
Викуп було сплачено золотими сертифікатами, термін дії яких закінчувався в 1933, що й допомогло вийти на підозрюваного — Бруно Гауптманна. Почерк Гауптманна збігався з почерком особи, що написала листа про викуп. Були надані й інші докази, однак підозрюваний не визнав себе причетним. Дружина Гауптманна та його працедавець стверджували, що на момент вбивства Бруно був у Нью-Йорку.
Багато аспектів цієї справи мали неоднозначні трактування. Проте присяжні визнали Бруно Гауптманна винним у викраденні та вбивстві. 3 квітня 1936 року Гауптманна стратили на електричному стільці. Наразі багато істориків, криміналістів та незалежних вчених вважають докази недостатніми, а Гауптманна непричетним до викрадення.
Історія з викрадення (у дещо зміненому вигляді) стала основою роману Агати Крісті Убивство у «Східному експресі» (1934).
Трагедія стала сенсацією. Репортери, фотографи та зіваки постійно оточували дім Ліндбергів. Через це у 1935 році Ліндберг з сім'єю переїхав до Європи. Конгрес прийняв «Закон Ліндберга», за яким викрадення стало федеральним злочином. Зловживання фотографуванням у залі суду мало наслідком повну заборону на фотографії в залі суду, що створило традицію репортерського малюнку.

### Участь в Другій світовій війні
У 1930-х роках Ліндберг був головою організації (англ. America First Committee). Він неодноразово відвідував Німеччину після приходу Гітлера до влади, користувався любов'ю та повагою Германа Герінга — у минулому льотчика та героя Першої світової війни. Організація була противником військового втручання США в Другій світовій війні. 15 вересня 1939 року через два тижні після початку Другої світової війни Ліндберг виступив з промовою, в якій закликав триматися осторонь конфлікту. "Ми повинні або повністю відсторонитися від європейської війни, або залишитися в європейських справах назавжди", - говорив він. Головна загроза, за словами Ліндберга, походила від «азіатських загарбників», і треба «захищати білу расу від іноземного вторгнення», а не брати участь у «старій сварці між нашими націями».     1 квітня 1941 року Ліндберг відмовився очолити корпус американської армії. Протягом року напруга між прихильниками президента Рузвельта та ізоляціоністами зростала. "Три найважливіші групи, які підштовхують країну до війни, — це британці, євреї та адміністрація Рузвельта.", - говорив у вересні 1941 Ліндберг.
Після нападу на Перл-Харбор Ліндберг подав заяву про повернення на військову службу, проте йому було відмовлено.
Після завершення війни Ліндберг був консультантом Начальника штабу ВПС США та авіакомпанії Pan American World Airways.

### Повоєнні роки
У 1954 році Ліндбергу присуджено Пулітцерівську премію за свою біографію «Душа Сент-Луїса» (англ. Spirit of St. Louis).
Президент США Дуайт Ейзенхауер у 1954 відновив Ліндберга на військовій службі у званні Бригадного генерала.
Чарльз Ліндберг помер від лімфоми в 1974 році.

## Нагороди
- Орден Заслуг німецького орла, хрест заслуг із зіркою (19 жовтня 1938)
- Премія імені Едварда Ворнера (1975, посмертно)[6]

## У культурі
У альтернативно-історичній новелі Філіпа Рота «Заколот проти Америки» (англ. The Plot Against America) (2004) та знятим за нею однойменним мінісеріалом (2020), Чарльз Ліндберг веде антивоєнну пропаганду, завдяки чому виграє президентські перегони 1940 року в діючого президента Рузвельта, як президент йде на перемовини з Третім Рейхом, та проводить політику ксенофобії та антисемітизму.

## Галерея

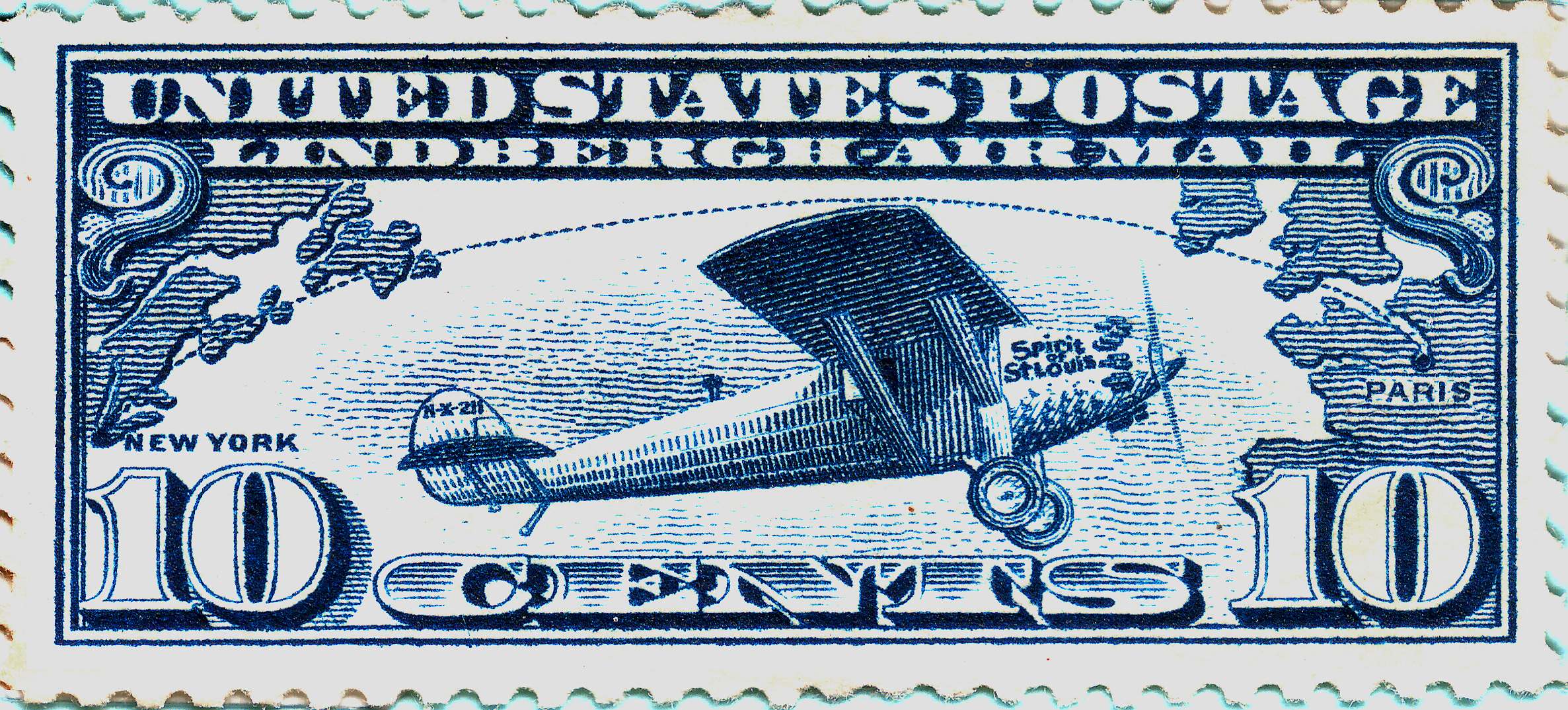
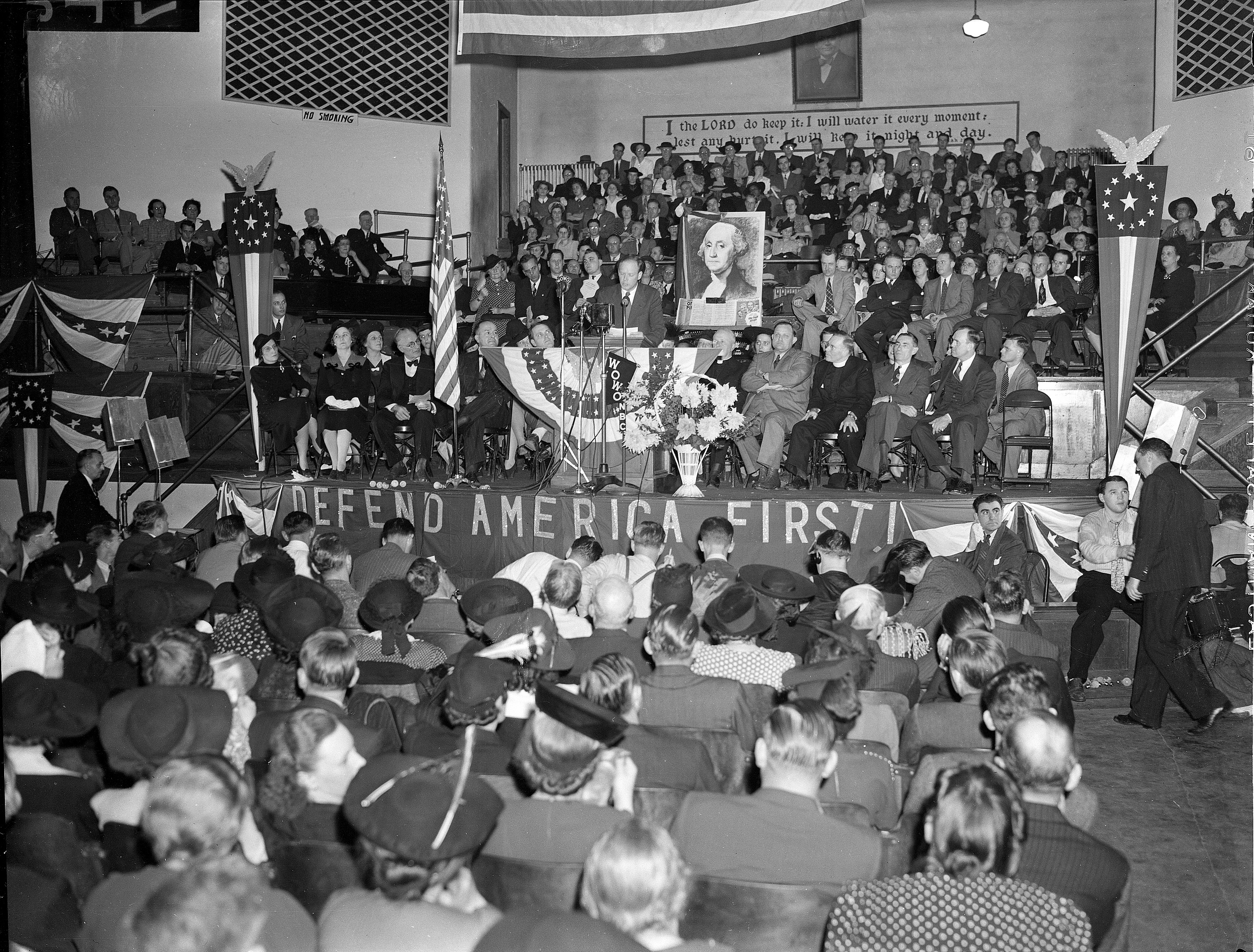
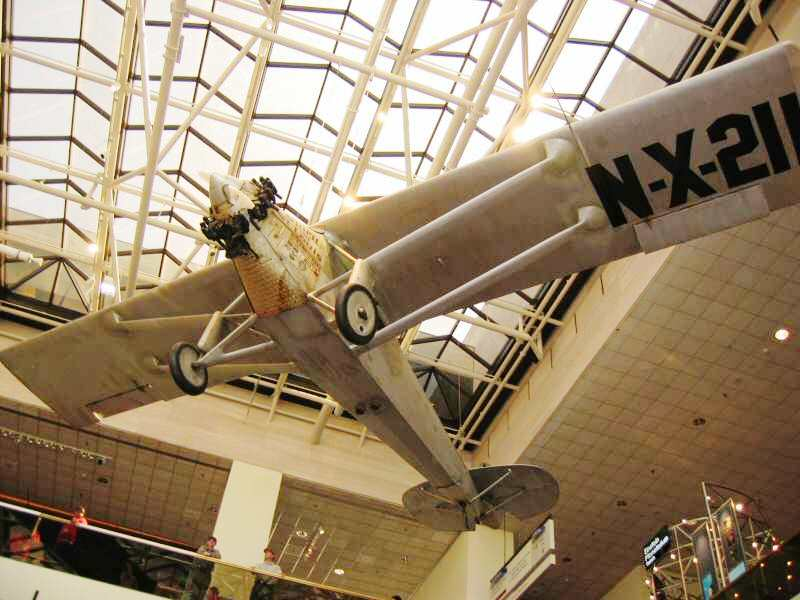
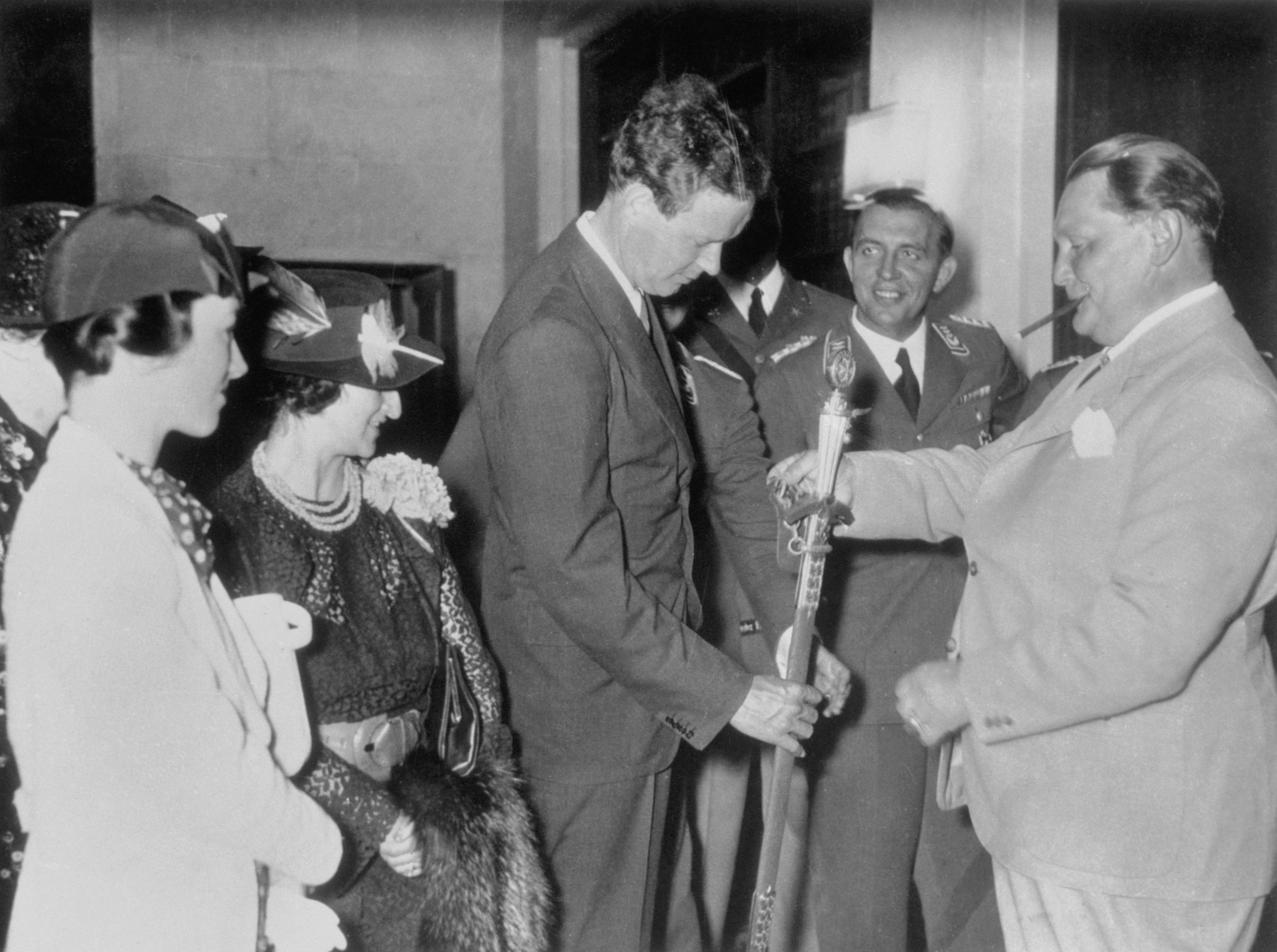
Герман Герінг вручає Ліндбергу орден Заслуг німецького орла (жовтень 1938).
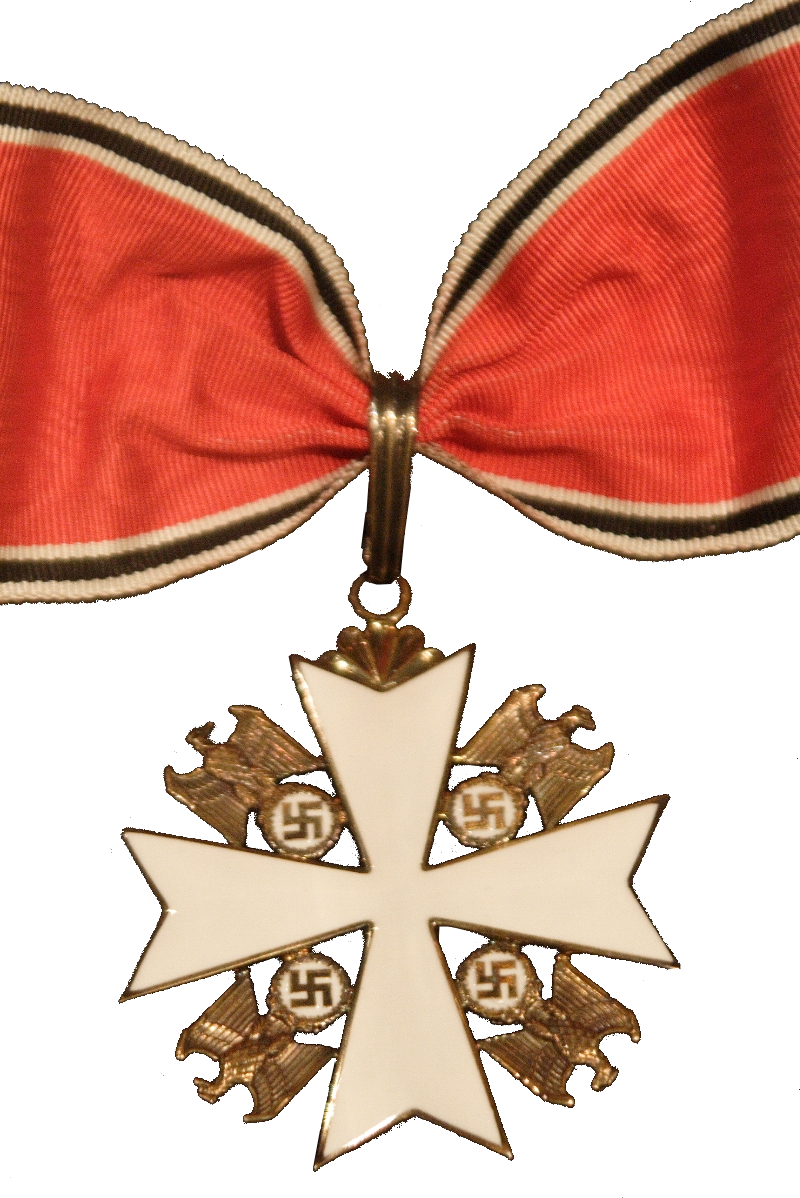
Орден Заслуг німецького орла, вручений Ліндбергу.